# Márta Svéd
Pour les articles homonymes, voir Svéd.
Márta Svéd (née en 1909 ou 1910 et morte le 30 septembre 2005) est une mathématicienne hongroise et australienne, professeure de mathématiques à l'université d'Adélaïde. Elle a 75 ans lorsqu'elle a terminé son doctorat en 1985. Elle a écrit le livre Journey into Geometries (1991) et a remporté le prix Bernhard Neumann en 1994 pour sa contribution à l'apprentissage des mathématiques en Australie. 

## Jeunesse
Márta Svéd est dans la même classe de lycée à Budapest qu'Esther Klein,. Elle s'intéresse aux mathématiques par le biais de Középiskolai Matematikai Lapok (KöMaL), un magazine hongrois pour les lycéens, et par le biais de sa colonne de résolution de problèmes, dont Paul Erdős est également un solveur régulier,.  
Elle obtient la troisième place au concours national hongrois de mathématiques au secondaire, devant Pál Turán qui se classe cinquième, mais derrière son futur mari, l'ingénieur civil George Svéd. En raison du numerus clausus imposé aux Hongrois juifs dans les années 1920, seuls deux élèves de leur classe sont autorisées à étudier les sciences ou les mathématiques à l'université de Budapest. Márta Svéd choisit les mathématiques et Esther Klein étudie la physique.

## Carrière
Márta Svéd et son mari George s'exilent en Australie en 1939 et ont deux enfants. Elle devient chef du département de mathématiques de la Wilderness School (en), un lycée privé pour filles d'Adélaïde où elle enseigne de 1942 à 1958, et contribue la même année à la création du premier magazine australien de mathématiques pour les lycéens. Son époux reprend des études à l'université pour obtenir un diplôme d'ingénieur. Il devient professeur à l'université. Márta quant à elle passe un diplôme de mathématiques en 1956 à l'université d'Adélaïde. Elle y obtient un poste d'assistante en 1958, puis réalise un master en sciences en 1965.
Márta Svéd meurt le 30 septembre 2005. Elle est enterrée au cimetière de Centennial Park, Pasadena, Mitcham City, Australie du Sud.

## Contributions mathématiques
Márta Svéd a développé un algorithme pour le processus de recréation de modèles en nylon 3D de crânes de patients à partir de tomodensitogrammes. Ceux-ci sont utilisés depuis de nombreuses années par les chirurgiens de la première unité craniofaciale australienne à Adélaïde pour planifier une chirurgie complexe sur les bébés et les enfants défigurés par des anomalies cranio-faciales.  
En 1985, Márta Svéd obtient un doctorat à l'université d'Adélaïde, à 75 ans,. Sa thèse, intitulée On finite linear and Baer structures, concerne la géométrie finie, est dirigée par Rey Casse,. Son livre de 1991, Journey into Geometries, a été décrit par le critique David A. Thomas comme un « voyage de type Alice au pays des merveilles dans la géométrie non euclidienne », et est écrit dans un style conversationnel.  
Two Lives and a Bonus, publié à titre posthume en 2006, relate ses débuts à Budapest.

## Prix et distinctions
Márta Svéd reçoit le prix BH Neumann de l'Australian Mathematics Trust en 1994. La citation lui attribue notamment l'épanouissement des concours de mathématiques en Australie et le succès de l'Australie dans les concours internationaux de mathématiques.  
L'université d'Adélaïde a créé une bourse destinée aux étudiantes désirant s'inscrire en licence de mathématiciennes, en sa mémoire.

## Publications
- Márta Svéd, « On the Rational Solutions of xy = yx », Mathematics Magazine,‎ 1990 (lire en ligne [archive du 4 mars 2016] [PDF]).
- (en) M. Sved, « Gaussians and binomials », Ars. Combinatoria, no 17A,‎ 1984, p. 325-351 (lire en ligne [PDF]).
- Two Lives and a Bonus, Norwood, Peacock Publications, 2006, 368 p.  (ISBN 1921008288)